# イリネイ
イリネイ（セルビア語キリル・アルファベット: Иринеј  、発音: [irǐneːj] 、英語: Serbian Patriarch Irinej、1930年8月28日 - 2020年11月20日）は、セルビア正教会の首座たるセルビア総主教。2010年1月22日以来、東方正教会のセルビア人の精神であるセルビア正教会の第45代総主教でペーチ総主教修道院聖下大主教、Archbishopric of Belgrade and Karlovci 府主教、およびセルビア総主教イリネイ。
1975年から2010年までニシュの主教
を務めた。2020年11月20日、新型コロナウイルス感染症のためベオグラードの病院で死去。

## 賞と栄誉
- リンク=Karađorđeの星の騎士団のグランドクロス、 Karađorđević王朝
- リンク=グルジアのイーグル騎士団の首輪、バグラティィ王朝